# Voll Frontal
Voll Frontal (englischer Originaltitel: Full Frontal) ist ein Film des US-Regisseurs Steven Soderbergh aus dem Jahr 2002. Dabei folgt der Zuschauer einer riesigen, bunten Sammlung von locker miteinander verbundenen Personen durch einen einzelnen Tag hindurch, an dessen Ende alle Protagonisten bei der Geburtstagsparty für den Filmproduzenten Gus zusammengeführt werden. Diese innerlich zerrissenen Typen – ein Schauspielerpärchen, ein Journalist und seine Frau, eine Hollywood-Managerin, ihre Schwester und andere – werden durch Fotografien eingeführt. Während Voice-over-Interviews berichten sie über sich selbst, die anderen Beteiligten und andere Zusammenhänge.

## Handlung
Die Schauspielerin Francesca spielt eine Journalistin, die eine Story über den Schauspieler Calvin schreibt, der ein Verhältnis hat mit Lee, deren Schwester Linda, eine Heilmasseuse, vom Hollywood-Topproduzenten Gus in Versuchung geführt wird, während Lees Ehemann Carl seine Probleme hat mit einem Schauspieler. Außerdem ist da noch Carl, Redakteur eines Boulevard-Magazins, der seinen Chef nicht ausstehen kann und gefeuert wird, dafür seine Frau Lee über alles liebt, die ihn allerdings verlassen will. Außerdem geht es um Lees Schwester Linda, deren längste Beziehung drei Monate andauerte und die ihre selbst diagnostizierte Beziehungsunfähigkeit mit Internet-Flirts behandelt. Und es geht um den farbigen Serien-Star Calvin, der es endlich nach Hollywood geschafft hat und Nicholas spielt – einen Schauspieler, über den die Reporterin Francesca eine Titelstory schreibt. Francesca wird gespielt von Catherine und produziert wird der Streifen von Gus, einem selbstverliebten Neurotiker, der am Abend mit allen Beteiligten seinen 40. Geburtstag feiern wird.

## Produktion
Es ist der dritte Film von Steven Soderbergh mit der Schauspielerin Julia Roberts, die sich aber in ein großes Ensemble von Schauspielern einordnet, unter ihnen Catherine Keener, Nicky Katt, Blair Underwood, David Duchovny, Mary McCormack und David Hyde Pierce.
Gastauftritte haben Brad Pitt und Filmregisseur David Fincher.
Das Drehbuch stammt von der Autorin Coleman Hough, Kamera führte Steven Soderbergh selbst unter seinem üblichen Pseudonym Peter Andrews.
Eingearbeitet in den Film sind mehrere postmoderne Merkmale wie ein fiktiver Handlungsstrang, mehrere Verweise auf Soderberghs früheren Film The Limey (1999), eine dreifache Illusionsinversion (ein Film im Film im Film), falsche Eröffnungstitel und ein offenes, gebrochenes Ende.
Bemerkenswert sind auch die Produktionsbedingungen: Soderbergh, der schon bei seinem Film Ocean’s Eleven (2001) geringe Gagen zahlte und die Produktion sehr billig hielt, hat bei diesem Projekt nicht nur auf digitalem Video mit einer Handkamera gedreht und Minimalgagen gezahlt, sondern verzichtete sogar auf eine Kostüm- und Make-up-Abteilung ebenso wie auf das Catering. Die Schauspieler waren angehalten, sich um diese Belange selbst zu kümmern. In lediglich 18 Tagen wurden er abgedreht.

## Kritik
Der Film erhielt insgesamt gemischte Kritiken. Bei Rotten Tomatoes 39 % der Kritiken positiv bei insgesamt 145 Kritiken.
In der Chicago Sun-Times schrieb Kritiker Roger Ebert, Full Frontal sei „so amateurhaft, dass nur die Professionalität einiger Schauspieler ihn sehenswert machen“. Richard Roeper sagte, es sei „als würde man sich nur die Special-DVD ansehen, ohne den Film selbst gesehen zu haben“.
USA Today gab dem Film 3 von 4 Sternen, wegen seines Humors und seines guten Ensembles.
Die Deutsche Film- und Medienbewertung FBW in Wiesbaden verlieh dem Film das Prädikat „Besonders wertvoll“.